# Burgeonia
Burgeonia là một chi bọ cánh cứng trong họ Chrysomelidae.
Chi này được Medvedev miêu tả khoa học năm 1993.

## Các loài
Chi này gồm các loài:
- Burgeonia collaris Medvedev, 1993